# Palmomyces
Palmomyces es un género de hongos de la familia Clypeosphaeriaceae.